# Оскар Сигети
Оскар Сигети (мађ. Szigeti Oszkár; Мишколц, 10. септембар 1933 — 6. мај 1983) је био мађарски фудбалски репрезентативац и играч Диошђера, играо је на позицијама офанзивца. Играо је за Мађарску на Светском првенству у фудбалу 1958. године.

## Каријера

### Клуб
Сигети је играо у тиму Перецеш до 1952. године. Након тога је прешао у |Диошђер. У почетку је играо на позицији левог крила и левог везног. На крају каријере већ је био у тиму као леви и централни бек. Пензионисао се 1967. године са 278 лигашких утакмица иза себе.

### Репрезентација
Први пут се појавио у репрезентације 20. априла 1958.године, на пријатељској утакмици против Југославије. Био је троструки омладински репрезентивац (1955–56), 11 пута је играо за Б репрезентацију Мађарске (1956–59). Био је члан тима који је учествовао на Светском првенству 1958. у Шведској, али није одиграо ни једну утакмицу.